# Ak-kalpak
Ak-kalpak est le chapeau masculin de feutre blanc que portent traditionnellement les Kirghizes.

## Description
Tenant son étymologie du kirghize « ak » (blanc) et du mot turc « kalpak » (désignant toute forme de chapeau et passé en russe sous la forme kolpak au xve siècle), l'ak-kalpak est un bonnet allongé formé de quatre pièces de feutre de laine blanc cousues entre elles. Il se porte retroussé, de façon à former un petit rebord. Les ak-kalpak sont en général ornés de broderies noires et d’un revers assorti ; la version blanc uni est réservée à certaines cérémonies. On en distingue plus de 80 variantes.

## Aspects culturels et politiques
Réputé évoquer les pics enneigés du Kirghizistan, il est décoré de broderies aux motifs abstraits qui revêtent également des significations symboliques. Ses quatre pans représenteraient les quatre éléments (eau, terre, air, feu). Les arêtes renverraient à la vie, les glands qui le surmontent à la mémoire des ancêtres et les motifs brodés évoqueraient un arbre généalogique. 
L’ak-kalpak distingue les Khirghizes des autres groupes ethniques locaux, mais est présenté comme favorisant l'inclusion « quand des représentants d’autres groupes ethniques le portent pour exprimer leur union » : il symbolise désormais l’unité de la patrie. Depuis 2011, le couvre-chef est considéré de fait comme un symbole national. À l'échelle nationale, des ateliers pour pérenniser les traditions de fabrication et des expositions sont organisées à partir de 2013. 
À la différence des autres vêtements traditionnels kirghizes, il reste en 2018 régulièrement porté par des hommes de tout âge, à la ville et dans les montagnes. Depuis 2017 au Kirghizistan, le 5 mars est célébrée la « journée nationale de l'Ak-kalpak ». 
En décembre 2017 à Bichkek un concours canin où défile un chien portant un ak-kalpak provoque un scandale national. Plusieurs élus, y compris du parti social démocrate au pouvoir, fustigent ce qu’ils considèrent comme une insulte à la patrie : dans un pays sujet à des tensions ethniques depuis la chute du communisme en 1991, la sensibilité est grande sur les questions d’identité nationale et de traditions. 
Des propositions de loi rédigées en réaction au cours du premier trimestre 2018 visent à rendre obligatoire le port de l’ak-kalpak pour le président de la république, les ministres et certains autres dignitaires lors des cérémonies officielles et des rencontres internationales,, à instaurer une contravention pour « irrespect à l'ak-kalpak », à en interdire l'importation ou à lui conférer formellement le statut de « symbole culturel ». À noter que le président Sooronbay Jeenbekov a porté à plusieurs reprises le chapeau traditionnel pendant la campagne électorale, mais ne l’avait alors plus fait depuis son élection en octobre 2017.
« L'artisanat de l'ak-kalpak, connaissances et savoir-faire traditionnels liés à la fabrication et au port du chapeau masculin kirghiz » est inscrit en 2019 sur la liste représentative du patrimoine culturel immatériel de l'humanité en décembre 2019.